# Flume
Ха́рли Эдвард Стре́тен (англ. Harley Edward Streten; род. 5 ноября 1991, Сидней) — австралийский электронный музыкант, диджей и музыкальный продюсер, выступающий под сценическим именем Flume (Флюм).

## Биография
Родился 5 ноября 1991 года и вырос в Сиднее. В подростковом возрасте начал создавать музыку с помощью компьютерной программы, прилагавшейся к коробке сухого завтрака. Также увлекался игрой на саксофоне в течение многих лет. Эти занятия оставались его хобби до того момента, когда он принял решение посвятить карьеру музыке. Окончив школу, Стретен бездельничал полгода, проводя время за видеоиграми, затем устроился в новостное агентство, где проработал около года; потом четыре месяца работал в Hard Rock Cafe.
В 2010 году объединился с диджеем Крисом Эмерсоном (Emoh Instead) в дуэт What So Not, подписанный на лейбл Эйджекса Sweat It Out (их мини-альбом 7 Dollar Bill вышел в ноябре следующего года). В 2011 году Стретен начал сольный проект, взяв в качестве псевдонима название песни «Flume» из дебютного альбома группы Bon Iver, и в феврале разместил на сервисе SoundCloud несколько треков, среди которых была композиция «Sleepless», привлёкшая внимание музыкальных блогов и получившая благосклонный отзыв в журнале XLR8R. Одноимённый мини-альбом поступил в продажу 1 августа, спустя месяц после того, как музыкант заключил контракт с австралийским лейблом Future Classic.
В 2012 году выступал на фестивалях Splendour in the Grass, CMJ Music Marathon в Нью-Йорке и других, играл на разогреве у The xx и Totally Enormous Extinct Dinosaurs. 9 ноября 2012 года состоялся релиз дебютного студийного альбома музыканта, названного просто Flume. Диск занял второе место в австралийском национальном чарте продаж. В том же месяце был подписан контракт с лейблом Transgressive Records, который выпустил пластинку на территории Великобритании 18 февраля 2013 года.
13 марта 2020 года выпустил сингл «The Difference» совместно с американским инди-музыкантом Toro Y Moi. Трек записан в жанре электро-поп с элементами драм-н-баса. Это первая коллаборация музыкантов. Ранее Flume заявлял, что является давним фанатом Toro Y Moi, а его песня «Talamak» уже много лет входит в список любимых треков австралийца.
2 июля 2020 года слил в сеть электронный ремикс на популярную в 1990-е годы песню итальянской группы Eiffel 65 «Blue (Da Ba Dee)». Flume существенно изменил ритм композиции, добавив в неё 808-й бас и разнообразные эффекты. При этом основная мелодия и вокал остались оригинальными.

## Дискография

### Студийные альбомы
| Название | Детали                                                                                   | Пиковые позиции в чартах | Пиковые позиции в чартах | Пиковые позиции в чартах | Пиковые позиции в чартах | Пиковые позиции в чартах | Пиковые позиции в чартах | Сертификации        |
| Название | Детали                                                                                   | AUS                      | AUS Indie                | BEL (FL)                 | BEL (WA)                 | NLD                      | NZ                       | Сертификации        |
| -------- | ---------------------------------------------------------------------------------------- | ------------------------ | ------------------------ | ------------------------ | ------------------------ | ------------------------ | ------------------------ | ------------------- |
| Flume    | - Дата релиза: 9 ноября 2012 - Лейбл: Future Classic - Форматы: CD, LP, digital download | 1                        | 1                        | 139                      | 180                      | 67                       | 12                       | - ARIA: 2× Platinum |
| Skin     | - Дата релиза: 27 мая 2016 - Лейбл: Future Classic - Формат: CD, LP, digital download    | 1                        | —                        | 3                        | 13                       | 17                       | 1                        | - ARIA: Platinum    |
| Palaces  | - Дата релиза: 20 мая 2022 - Лейбл: Future Classic - Формат: CD, LP, digital download    | 3                        | —                        | 60                       | 139                      | —                        | 18                       |                     |

### Мини-альбомы
- Sleepless (2011)
- Lockjaw (2013)
- Skin Companion 1 (2016)
- Skin Companion 2 (2017)
- Quits (2019)

### Микстейпы
- Hi This Is Flume (2019)

### Синглы
- «On Top» (2012)
- «Sleepless» (2012)
- «Holdin On» (2012)
- «Drop the Game» (2013)
- «Some Minds» (2015)
- «Never Be Like You» (2016)
- «Smoke & Retribution» (2016)
- «Friends» (2019)